# Liechtenstein en los Juegos Olímpicos de Atlanta 1996
Liechtenstein estuvo representado en los Juegos Olímpicos de Atlanta 1996 por dos deportistas femeninas que compitieron en dos deportes.
La portadora de la bandera en la ceremonia de apertura fue la yudoca Birgit Blum. El equipo olímpico liechtensteiniano no obtuvo ninguna medalla en estos Juegos.